# Margrit Rupf-Wirz
Margrit Rupf-Wirz (* 17. August 1887 in Bern; † 19. August 1961 ebenda; heimatberechtigt in Neuenegg und Bern) war eine Schweizer Kunstsammlerin aus dem Kanton Bern.

## Leben
Margrit Rupf-Wirt war eine Tochter von Heinrich Wirz, Bahnangestellter, und Albertine Caroline Wirz, geborene Zürcher. Im Jahr 1910 heiratete sie Hermann Rupf, Mitinhaber des väterlichen Merceriegeschäfts Hossmann & Rupf. Dort arbeitete sie als Verkäuferin in Bern.
Rupf-Wirz baute ab 1910 mit ihrem Mann eine hochkarätige Kunstsammlung der europäischen Avantgarde auf. Diese umfasste neben Gemälden und Skulpturen zahlreiche Aquarelle, Zeichnungen, grafische Blätter und illustrierte Bücher.
Rupf-Wirz war stets bestrebt, Werkgruppen von einzelnen Künstlern zu bilden. Das Sammlerpaar pflegte eine enge freundschaftliche Beziehung zu den Kunstschaffenden.